# Steirastoma histrionicum
Steirastoma histrionicum là một loài bọ cánh cứng trong họ Cerambycidae.